# Club Sportivo Independiente de General Pico

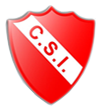
Logo do Club Sportivo Independiente

O Club Sportivo Independiente da cidade de General Pico, na Argentina, é uma instituição desportiva fundada em 20 de agosto de 1920.
O clube ganhou projeção no cenário desportivo argentino por sua equipe de basquetebol, que disputou a Liga Nacional de Basquete (LNB) entre os anos de 1994 e 2002, tendo sido campeão argentino de basquetebol em 1995, além de ter ficado com o vice-campeonato em três oportunidades.
O clube conquistou ainda um título internacional em 1996, quando sagrou-se Campeão do Campeonato Sul-Americano de Clubes Campeões de Basquete Masculino, vencendo a equipe brasileira do Rio Claro no embate decisivo.

## Fonte externa
- https://web.archive.org/web/20130518235827/http://csindependiente.com.ar/